# Sangalopsis hermea
Sangalopsis hermea là một loài bướm đêm trong họ Geometridae.